# Лигумайское староство
Лигумайское староство (лит. Lygumų seniūnija) — одна из 8 административно-территориальных единиц Пакруойского района, Шяуляйского уезда Литвы. Административный центр — местечко Лигумай.

## География
Расположено на севере Литвы, в западной части Пакруойского района. Юго-западная половина староства находится на Жямайтской возвышенности, а северо-восточная в Мушо-Нямунельской низменности.
Граничит с Пашвитинским староством на севере, Пакруойским — на востоке, Розалимским — на юго-востоке и юге, Радвилишкским и Аукштялкайским староствами Радвилишкского района — на юге, Мяшкуйчяйским и Кайряйским староствами Шяуляйского района — на западе, а также Гатаучяйским староством Йонишкского района — на северо-западе.

## Население
Лигумайское староство включает в себя местечко Лигумай, 51 деревню и 6 хуторов.